# Anidride iodica
L'anidride iodica o pentossido di diiodio è l'anidride che si forma dall'unione di ossigeno gassoso e iodio con stato di ossidazione = 5. 
A temperatura ambiente si presenta come un solido bianco giallastro inodore, con forti proprietà ossidanti.

## Struttura
I2O5 è piegato con un angolo I-O-I di 139.2°, ma la molecola non ha piani speculari così la sua simmetria non è C2v.
Le distanze I-O laterali sono circa 0.18 nm e quella centrale (ponte) circa 0.195 nm.

## Sintesi
L'anidride iodica non può venire preparata per sintesi diretta tra iodio ed ossigeno in quanto lo iodio è poco reattivo in confronto a quest'ultimo, ma viene ottenuta disidratando l'acido iodico a 200 °C.
{\displaystyle {\ce {2HIO3 -> I2O5 + H2O}}}

## Reazioni
Il pentossido di iodio ossida facilmente il monossido di carbonio ad anidride carbonica a temperatura ambiente:
{\displaystyle {\ce {5CO + I2O5 -> I2 + 5CO2}}}
Questa reazione può essere usata per analizzare la concentrazione di CO in un campione gassoso.
I2O5 forma il catione [IO2+], con SO3 e S2O6F2, ed il catione [IO+], con acido solforico concentrato.